# غريف (مغنية)
غريف هي مغنية إنجليزية ولدت في 21 يناير 2001.

## روابط خارجية
غريف على موقع IMDb (الإنجليزية)
- غريف على موقع ميوزك برينز (الإنجليزية)
- غريف على موقع أول ميوزيك (الإنجليزية)
- غريف على موقع ديسكوغز (الإنجليزية)
- غريف على موقع قاعدة بيانات الفيلم (الإنجليزية)